# Karel Kilcher
Karel Kilcher (5. února 1862 Drahonice - 11. března 1888 Praha) byl český lékař-bakteriolog. Pracoval jako asistent v anatomickém ústavu prof. Jaroslava Hlavy na výzkumu skvrnitého tyfu. Za článek o příčinách této nemoci získal cenu Spolku českých lékařů za rok 1887. Byl považovaný za nadaného, nadějného vědce. Během tyfové epidemie v březnu 1888 se však při ošetřování pacienta nakazil a krátce nato zemřel.

## Život
Podle dobových článků pocházel z Nových Dvorů u Netolic (podle jiných zdrojů se však narodil v Drahonicích u Vodňan). Studoval na gymnáziu v Českých Budějovicích, absolvoval je s vyznamenáním roku 1881. Téhož roku byl přijat na pražskou lékařskou fakultu. Díky svým znalostem, píli a zájmu o bakteriologický výzkum se již jako medik stal asistentem profesora Jaroslava Hlavy. Titul doktora všeobecného lékařství získal v roce 1886.
Po promoci získal zaměstnání v českém anatomicko-patologickém ústavu. Zde pokračoval ve výzkumu, jehož výsledky uveřejňoval v Časopise českých lékařů a Sborníku lékařském. Počátkem roku 1888 získal cenu 100 zlatých za článek O biologii a aetiologickém významu tyfového bacillu. Na základě svého bádání v něm dokázal, že kultury tyfových bacilů jsou jedovaté, jejich škodlivost s časem narůstá a po jejich podání je možné u zvířat vyvolat onemocnění tyfu podobné.
Účastnil se i veřejného života — roku 1884 byl zvolen pokladníkem jihočeského akademického spolku „Štítný“, v lednu 1888 byl zvolen do výboru Spolku českých lékařů a za čestného člena výboru pro ples spolku českých mediků.
Roku 1888 propukla v Praze a okolí, zejména na březích Vltavy, epidemie skvrnitého tyfu. V polovině března bylo s touto nemocí ošetřováno ve všeobecné nemocnici 38 pacientů. Karel Kilcher se přihlásil k ošetřování nemocných, přitom se také nakazil a zemřel. Jeho smrt, jako oběť svého povolání, znamenala pro českou vědu velkou ztrátu. Epidemie si do 17. března 1888 vyžádala i život dalšího lékaře téže nemocnice (dr. Pitsch) a tří ošetřovatelek; jeden lékař a tři zdravotní sestry byli v té době nemocní.
Pohřben byl na Olšanských hřbitovech.